# Dr. Kawashima: revitaliza cuerpo y mente
Dr. Kawashima: revitaliza cuerpo y mente, conocido en América como Body and Brain Connection y en Europa como Dr. Kawashima's Body and Brain Exercises es un videojuego de entretenimiento de lógica desarrollado y publicado por Namco Bandai Games para Kinect de Xbox 360. Fue estrenado en Japón el 20 de noviembre de 2010, en Norteamérica el 8 de febrero de 2011, y en Europa el 11 de febrero de 2011.
El juego presenta ejercicios mentales, como preguntas matemáticas, para mantener activo el cerebro del usuario; para responder a las preguntas, el jugador debe realizar diversos movimientos físicos. La mayoría de sus críticas han sido mixtas.

## Jugabilidad
Dr. Kawashima: revitaliza cuerpo y mente es un juego de lógica el cual hace preguntas mentales que requieren una respuesta dada con una acción física. La meta del juego es reforzar las preguntas mentales a través de juegos con acciones físicas. Cuando el jugador comienza el juego, permite al jugador hacer un examen el cual toma alrededor de diez minutos para determinar su edad cerebral. El jugador es guiado a través de las pruebas de edad cerebral por Ryuta Kawashima, quien también apareció en Brain Training.
Los juegos usualmente son ejercicios cortos que terminan en pocos minutos. Algunos de los juegos incluyen ejercicios matemáticos, los cuales requieren que el jugador haga acciones con las manos.

## Recepción
Dr. Kawashima: revitaliza cuerpo y mente recibió comentarios mixtos que mencionaban que el juego era inofensivo; recibió un 57.5% de GameRankings. Chris Watters llamó al juego "superficial e imperfecto" por su falta de contenido, pero mencionó que usaba el dispositivo Kinect exitosamente en una "nueva manera". Tom Hoggins de The Daily Telegraph mencionó que el juego exitosamente creó un nuevo género de videojuego mezclando las matemáticas y el ejercicio. Sarah Ditum de The Guardian criticó el juego como "ligeramente malvado", pero mencionó que en la opción de multijugador tenía una divertida colección de minijuegos. Eric Neigher de GamePro felicitó al juego por traer algo nuevo para el género del entrenamiento cerebral.